# Great Massingham
Great Massingham est une paroisse civile et un village du Norfolk, en Angleterre.

## Historique
Son église, vers 1200, dépendait de l'abbaye de Hambye en Normandie.